# 里拉琴 (烏克蘭)
注意：文中烏語單字的漢語翻譯僅作參考用。
里拉琴（羅馬化：Lira）是烏克蘭文族樂器的一種，屬於手搖風琴的變形，多用於演奏宗教聖詩或史詩歌謠，例如史詩杜馬。里拉琴的出現可追溯至10世紀，被認為是17世紀由曾經到過法國參戰的哥薩克雇佣兵傳入烏克蘭。
傳統的烏克蘭里拉琴由類似大提琴的琴箱作基底，牽上3條平行弦線。拉弦位的弦下設有一從琴箱中突出的木製厚圓板，圓板的軸心連接琴箱尾部的旋轉把手，琴箱上半部的按弦位裝置有特製的鍵盤。演奏者將琴箱水放在大腿上、斜靠在胸膛，左手使用鍵盤控制最下的弦的發聲音高（上兩條弦一般被調成低音的5度），右手緩慢地不停轉動把手讓圓板像提琴的琴弓般磨擦全部3條弦線發音。
里拉琴的演奏者被稱為里爾尼其（烏克蘭文：Лі́рники），偶爾受雇到結婚典禮參與演出。他們時常組織起各自的協會或兄弟會，其集體間存在自己特有的祕密溝通用詞。